# Confrontos entre Fluminense e Grêmio no futebol
Os confrontos entre Fluminense e Grêmio constituem um dos maiores clássicos interestaduais (Rio de Janeiro versus Rio Grande do Sul) do futebol brasileiro.

## Introdução
Fluminense e Grêmio já disputaram jogos válidos por todas as principais competições do futebol brasileiro (Campeonato Brasileiro e Copa do Brasil) e também pela principal competição continental: a Copa Libertadores da América.

## História
Fluminense e Grêmio se confrontaram pela primeira vez na história em um amistoso no dia 15 de agosto de 1937, no Estádio da Baixada, em Porto Alegre. Nesse primeiro duelo, o Fluminense venceu por 4 a 0.

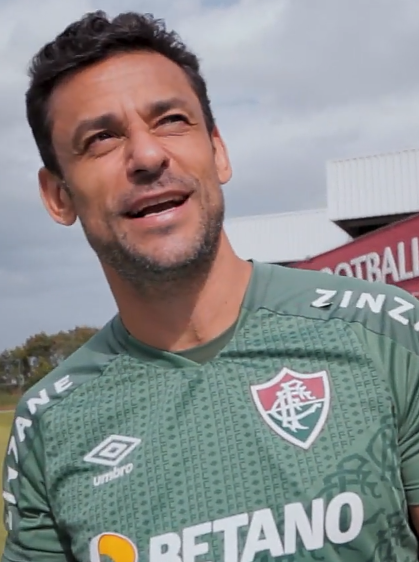
Fred, autor de 4 gols na partida que terminou em 5 a 4 para o Fluminense, em 2011.

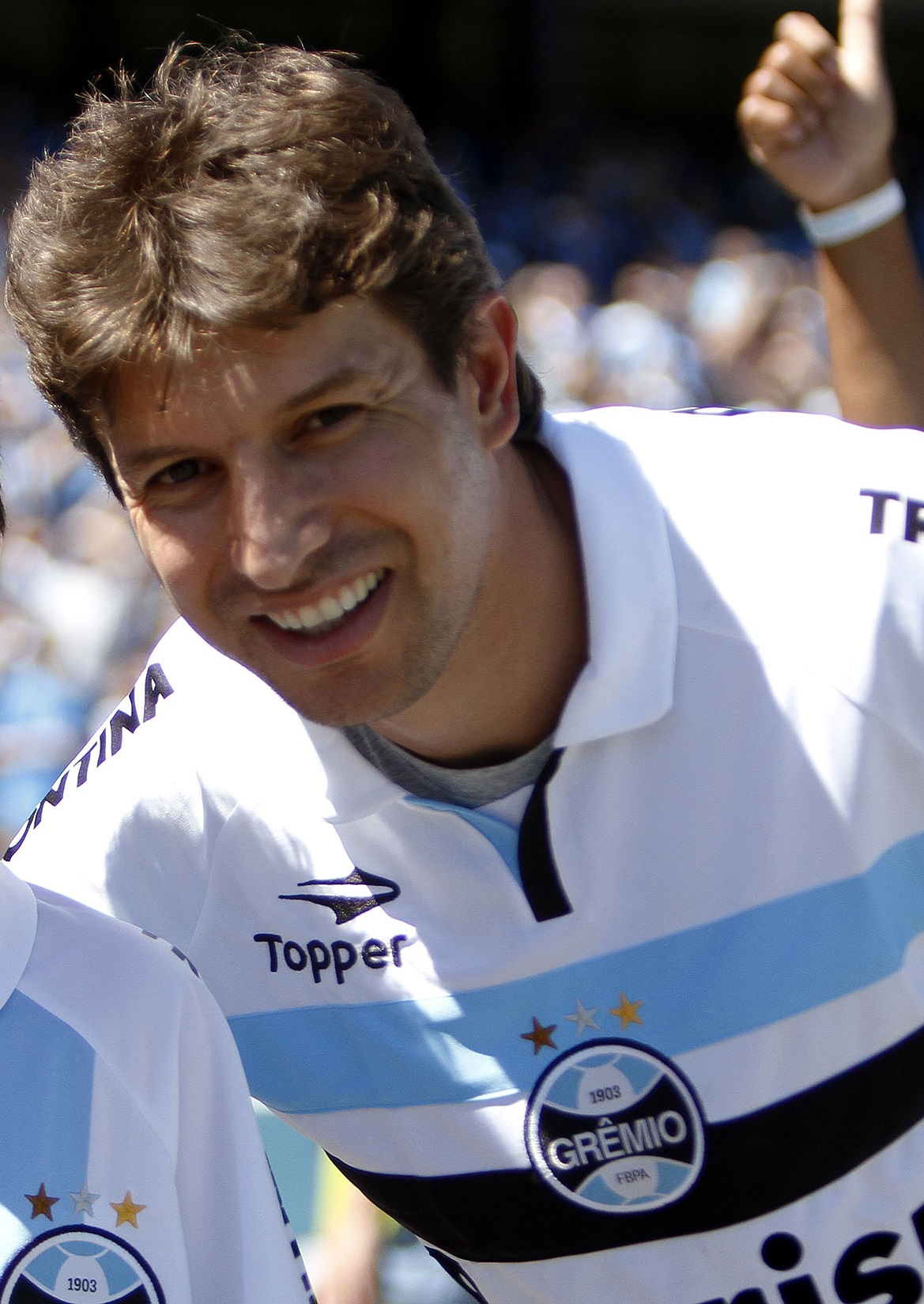
Tcheco, autor de um dos gols da vitória elástica do Grêmio por 5 a 1, em 2009.

Na disputa das quartas de final do Campeonato Brasileiro de 1960, o Fluminense avançou para a semifinal após ter o saldo de gols (em três partidas) maior que o do Grêmio. A primeira partida ocorreu no Estádio Olímpico e foi a primeira partida entre as equipes válida por uma competição nacional. O placar final foi 1 a 0 para o tricolor gaúcho. Na segunda partida, no Estádio das Laranjeiras, o Fluminense venceu por 4 a 2. E no terceiro (e último) jogo, o empate em 1 a 1 no Maracanã deu ao Fluminense não apenas a classificação, mas também o título da fase Zona Sul desse torneio, que na época de chamava Taça Brasil de Futebol.

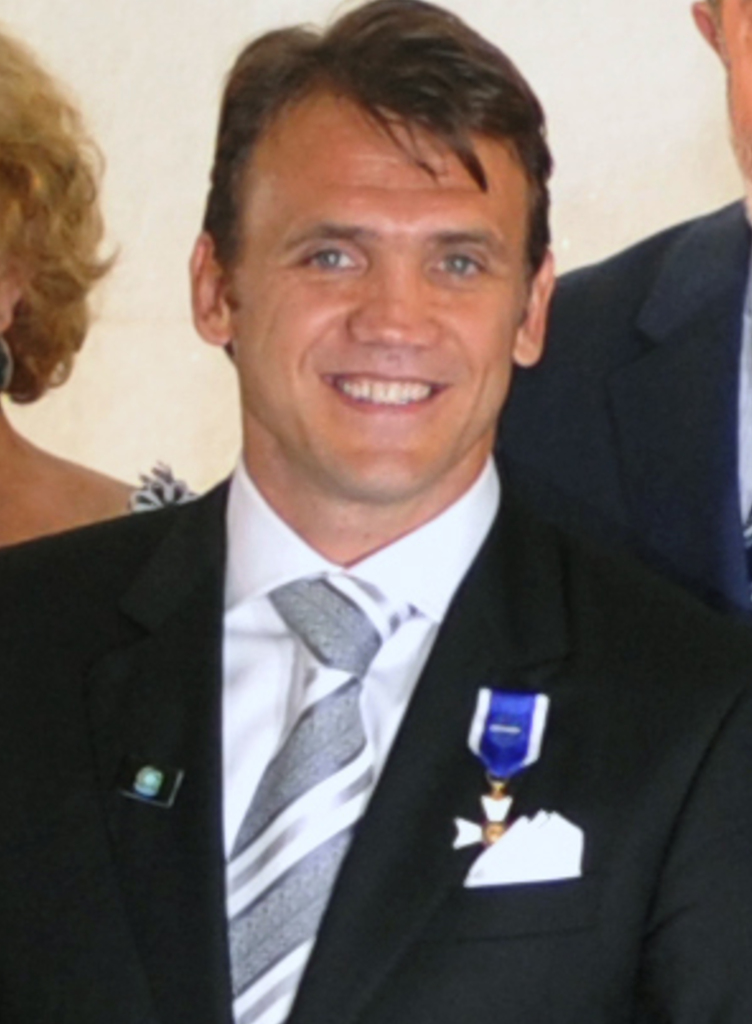
Dejan Petković, o sérvio que marcou gol olímpico no épico empate de 4 a 4, em 2006.

Anos mais tarde, as equipes se enfrentaram no Campeonato Brasileiro de 1970. Pela terceira rodada, o Fluminense venceu o Grêmio por 2 a 1, no Maracanã. O grande campeão dessa edição do Brasileirão foi o tricolor carioca, que conquistou seu primeiro título nacional na história após vencer o Atlético Mineiro com gol do atacante Mickey. O tricolor gaúcho terminou a competição em 8º lugar.
Dois anos depois, houve duelo entre os tricolores carioca e gaúcho pelo Torneio Cidade de Salvador de 1972, que terminou empatado em 0 a 0. Ao vencer o River Plate por 1 a 0 no último jogo, o Grêmio conquistou foi consagrado o grande vencedor da competição. 

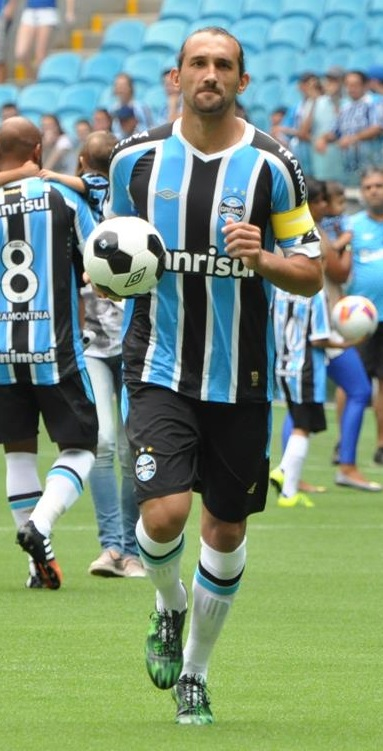
Hernán Barcos, autor do primeio gol na vitória gremista por 3 a 0 na Libertadores de 2013, no Rio de Janeiro.

Pelo Campeonato Brasileiro de 1976, Flu e Grêmio estiveram juntos no Grupo R, na Terceira Fase do torneio. Nessa fase, as equipes duelaram no Estádio Olímpico em uma partida em que o Flu venceu o Imortal Tricolor por 2 a 1, classificando-se, dessa forma, para a semifinal. Entretanto, o tricolor carioca acabou sendo eliminado pelo Corinthians em pleno Maracanã e o vencedor do Brasileirão naquele ano foi o Internacional, arquirrival do Grêmio. Na classificação final, o Fluminense ficou na quarta posição e o Grêmio ficou na sexta posição.
No Campeonato Brasileiro de 1981, o Grêmio conquistou seu primeiro título do Brasileirão, empatando com o Fluminense em número de títulos nacionais até então. O Tricolor dos Pampas venceu o São Paulo por 1 a 0, no Morumbi, com gol marcado pelo atacante Baltazar. O Fluminense, eliminado nas oitavas de final pelo rival Vasco da Gama, foi o 11º colocado naquele ano.
Fluminense e Grêmio voltaram a medir forças nas quartas de final do Campeonato Brasileiro de 1982. A partida de ida aconteceu no Estádio Olímpico e terminou empatada em 1 a 1. Já a partida de volta ocorreu no Maracanã e foi marcada não apenas pelo registro do maior público do confronto (69.112 pagantes), mas também pela vitória gremista, que deu ao tricolor gaúcho a classificação para a semifinal da competição. O Grêmio, campeão vigente do Brasileirão, sagraria-se vice-campeão em 1982. A final do Brasileirão daquele ano acabou sendo vencida pelo Flamengo, arquirrival do Flu.
Pelo Campeonato Brasileiro de 1984, tanto o Fluminense quanto o Grêmio estiveram presentes nas semifinais da competição. O tricolor carioca se classificou para a final após vencer o Corinthians, mas o tricolor gaúcho foi eliminado pelo Vasco da Gama. Com o único gol da decisão sendo marcado pelo paraguaio Romerito, o Fluminense, sob comando do técnico Carlos Alberto Parreira, triunfou na primeira final carioca do Brasileirão, conquistando seu segundo título nacional. O Grêmio, por sua vez, terminou a competição sendo o 3º melhor time do torneio.
No Campeonato Brasileiro de 1988, o Fluminense venceu o Grêmio no Estádio Olímpico por 2 a 1. Na fase final, os clubes tricolores mais uma vez estiveram presentes nas semifinais, mas ambos acabaram eliminados. O Flu foi eliminado pelo Bahia e o Grêmio foi superado pelo Internacional, seu maior rival. Apesar do Colorado ter vencido o Gre-Nal na semifinal, o Bahia foi o campeão brasileiro naquele ano.
Pelo Campeonato Brasileiro de 1996, o duelo tricolor foi vencido pelo Grêmio por 4 a 2, no Estádio Olímpico. O grande campeão dessa edição do Brasileirão foi o tricolor gaúcho que, sob o comando do treinador Luiz Felipe Scolari, conquistou o troféu do Campeonato Brasileiro pela segunda vez na história após Paulo Nunes e Aílton estufarem a rede da Portuguesa no Estádio Olímpico. O Fluminense, que vivenciava o início do pior momento de toda sua história, ficou na 23ª posição (em penúltimo lugar).
Em 2000, os clubes disputaram a Taça da Amizade Tricolor, um torneio amistoso, em dois jogos. O Fluminense venceu as duas partidas. A primeira por 3 a 1, no Estádio das Laranjeiras, e a segunda por 1 a 0, no Estádio Olímpico.
Já no Campeonato Brasileiro de 2001, houve empate em 1 a 1, no Estádio Olímpico. Além disso, Grêmio e Flu novamente estiveram presentes na fase final da competição. Eliminado nas quartas de final pelo Atlético Mineiro, o Grêmio foi o quinto colocado na classificação. O Fluminense, por sua vez, foi eliminado na semifinal pelo Athletico Paranaense, terminando a competição sendo o terceiro melhor time do torneio.
Pela Copa do Brasil de 2001, houve duelo tricolor nas oitavas de final. Jogando no Estádio Olímpico, o Grêmio venceu a partida por 1 a 0 com gol de Marcelinho Paraíba. Com o empate em 0 a 0 na partida de volta, no Maracanã, o Grêmio avançou na competição. Nessa edição, o Tricolor Imortal conquistou seu 4º título do torneio após superar o Corinthians na grande final.
Pela Copa do Brasil de 2005, houve novo confronto de tricolores nas oitavas de final. Dessa vez, o Fluminense eliminou o Grêmio após vencer a primeira partida por 3 a 0, no Maracanã, e a segunda partida por 1 a 0, no Estádio Olímpico. O tricolor carioca avançou até a final da competição, mas foi superado pelo Paulista, de Jundiaí, na decisão.
Em 2006, foi iniciada uma sequência invicta do Grêmio por 10 jogos. Tal sequência foi quebrada quando na o Flu venceu o Grêmio por 2 a 1, no Estádio Olímpico.
No Campeonato Brasileiro de 2010, o Fluminense conquistou o tricampeonato brasileiro e o Grêmio foi o 4º melhor time da competição naquele ano.
Pela Copa do Brasil de 2010, a vitória gremista por 3 a 2, no Maracanã, quebrou uma sequência de 13 anos sem vitórias do Grêmio contra o Fluminense no Rio de Janeiro.
No Campeonato Brasileiro de 2012, o Fluminense conquistou o tetracampeonato e o Grêmio foi o 3º melhor time da competição naquele ano.
Na disputa durante a fase de grupos da Copa Libertadores da América de 2013, os tricolores empataram em 0 a 0, na Arena do Grêmio. No Engenhão, o Grêmio venceu o Fluminense com autoridade, aplicando 3 a 0 no tricolor carioca.
Apesar de não terem disputado o título, os tricolores fizeram boas campanhas no Campeonato Brasileiro de 2014. O Flu terminou em 6º lugar e o Grêmio em 7º lugar, ambos com 61 pontos (7 pontos a frente do 8º colocado).
O empate por 1 a 1 no Estádio Raulino de Oliveira, em Volta Redonda, em 2016, marcou uma sequência de quase 10 anos sem vitória do Grêmio contra o Flu no estado do Rio de Janeiro pelo Campeonato Brasileiro.
Em seis confrontos pela Copa do Brasil, o Grêmio eliminou o tricolor em quatro oportunidades (2001, 2004 e 2010 e 2017).Já o Fluminense eliminou o tricolor gaúcho em duas oportunidades (2005 e 2015).
Divulgado em 24 de maio de 2017, um levantamento realizado pela revista Placar apontou o Grêmio e o Fluminense como os dois clubes brasileiros com melhores aproveitamentos contra times europeus até então, com 66,7% e 65,7% de aproveitamento, respectivamente.
Onze anos após terem se enfrentado na fase de grupos da Copa Libertadores de 2013, os tricolores carioca e gaúcho voltaram a se enfrentar na maior competição do continente. Dessa vez, o clássico tricolor foi válido pelas oitavas de final da Copa Libertadores da América de 2024. Com o placar agregado em 3 a 3, Fluminense e Grêmio disputaram a decisão da vaga para a fase seguinte nos pênaltis, e o Flu se classificou para as quartas de final depois de superar o Tricolor dos Pampas por 4 a 2.

## Jogos inesquecíveis
Em uma partida válida pela 12ª rodada do Campeonato Brasileiro de 2006, no Estádio Olímpico, houve um empate por 4 a 4 entre as equipes. Tal partida é considerada uma das mais emocionantes desse clássico tricolor. Ramón e Rômulo abriram 2 a 0 para os gremistas. Entretanto, Evando, Marcelo e Dejan Petković (que marcou 2 gols, sendo um deles gol olímpico) fizeram o Flu virar o placar para 4 a 2. Nos acréscimos do segundo tempo, o argentino Herrera diminuiu o placar para 4 a 3, e Rômulo empatou a partida no apagar das luzes do estádio.
Em 2011, os tricolores voltaram a realizar outro grande duelo pelo Campeonato Brasileiro. O Fluminense venceu o Grêmio pelo placar de 5 a 4 em um jogo épico no Engenhão. Os gols do Flu foram marcados por Rafael Sóbis e Fred, o grande destaque do jogo. O camisa 9 do Fluminense estufou a rede gremista 4 vezes e teve uma das suas maiores atuações com a camisa do tricolor carioca. Os gols do Grêmio foram marcados por Rafael Marques, Marquinhos, Brandão e Adílson. Essa partida eletrizante ainda contou com 4 bolas na trave, 2 para cada time.
Em partida válida pela 2ª rodada da fase de grupos da Copa Libertadores de 2013, Fluminense e Grêmio, que integravam o grupo 8, realizaram a primeira partida a nível continental entre as equipes. Sob o comando do técnico Vanderlei Luxemburgo, o Grêmio impôs seu ritmo de jogo e conquistou uma vitória maiúscula por 3 a 0, no Rio de Janeiro. Os gols da partida foram marcados por Hernán Barcos (aos 32 minutos do 1º tempo), André Santos (aos 10 minutos do 2º tempo) e Eduardo Vargas (aos 24 minutos do 2º tempo).
O placar de 5 a 4 voltou a acontecer em 2019, também pelo Campeonato Brasileiro. Com apenas vinte minutos de bola rolando, o Grêmio abriu 3 a 0 com gols de André, Everton Cebolinha e Jean Pyerre. Parecia que a partida estava liquidada. Entretanto, Yony González e Luciano marcaram para o Fluminense, diminuindo a vantagem gremista no placar. Já no começo segundo tempo, o Fluminense empatou a partida com gol marcado pelo zagueiro Matheus Ferraz. Aos 23 minutos da segunda etapa, o zagueiro argentino Walter Kannemann comete pênalti em Ferraz, e o Fluminense vira o placar para 4 a 3 após Pedro, de pênalti, marcar. Aos 38 minutos, Kannemann se redime e marca o 4º gol do tricolor gaúcho. Mais uma vez a partida estava empatada. Mas, aos 46 minutos, o colombiano Yony González marcou seu 2º gol no jogo, dando números finais à essa partida épica.

## Ídolos tricolores
Renato Gaúcho

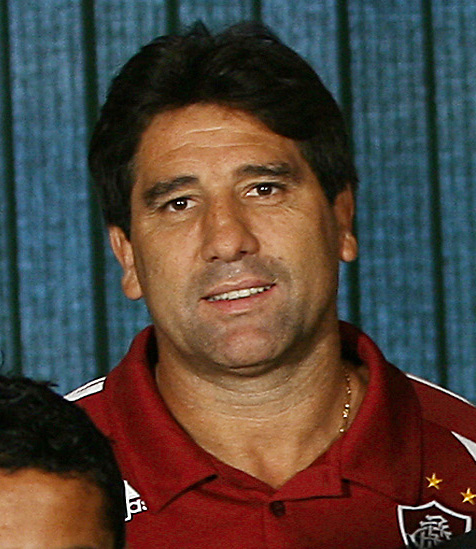
Renato, personagem histórico do Grêmio e do Fluminense.

Renato Gaúcho, para os cariocas, ou Renato Portaluppi, para os gaúchos, é sem dúvida alguma um dos maiores ídolos de ambas os clubes e de ambas as torcidas.
Como jogador do Fluminense, Renato conquistou o Campeonato Carioca de 1995, marcando o inesquecível gol de barriga no Fla-Flu da decisão. O gol de Renato, aos 37 minutos do segundo tempo, deu ao Flu o 28º título do torneio estadual . Como treinador, Portaluppi comandou o tricolor carioca durante a inédita conquista da Copa do Brasil em 2007, decretando o fim de um grande jejum de títulos nacionais do Flu (que durava desde a conquista do Brasileirão de 1984). Destaca-se também em sua trajetória no comando do tricolor carioca o vice-campeonato da Copa Libertadores da América de 2008, na qual o Fluminense foi o 2º melhor time da América do Sul naquele ano.
Já em terras gaúchas, Renato também alcançou títulos como jogador e como técnico. Como ponta direita, conquistou o Campeonato Brasileiro de 1981, a Copa Libertadores da Amérca de 1983 e o Mundial de Clubes de 1983. Na final do Mundial contra o Hamburgo, da Alemanha, Renato marcou os dois gols da vitória gremista por 2 a 1, no Estádio Olímpico de Tóquio. Além disso, Renato também conquistou os campeonato gaúchos de 1980, 1985 e 1986. Atuando como técnico, Portaluppi conquistou a Copa do Brasil de 2016 (decretando o fim de um longo jejum de títulos nacionais do Grêmio, que vinha desde 2001), a Copa Libertadores da América de 2017, a Recopa Sul-Americana de 2018, os campeonatos gaúchos de 2018, 2019, 2020, 2023 e 2024, além da Recopa Gaúcha de  2019 e de 2023. Destaca-se em sua trajetória no comando do tricolor gaúcho o vice-campeonato no Campeonato Brasileiro de 2013, no qual o Grêmio foi o 2º melhor time do Brasil naquele ano.
Edwin Cox
Edwin Horácio Cox, irmão do principal fundador do Fluminense (Oscar Cox), foi um grande jogador do Flu nos primórdios do clube. Edwin chamava a atenção por ter sido um emérito driblador. Pelo tricolor carioca, marcou 61 gols em 62 jogos disputados entre 1903 e 1910, sendo o artilheiro do Campeonato Carioca de 1908, com 18 gols. Além disso, Edwin Cox foi o segundo maior artilheiro dos campeonatos cariocas de 1906, com 16 gols, e de 1907, com 4 gols.
Edwin se mudou para a capital gaúcha em 1911, levando o seu cunhado, o alemão Bruno Schuback, que posteriormente se tornou um lendário zagueiro do Grêmio. Talvez motivado pelas desavenças entre os jogadores e a diretoria do Flu (que resultaram na saída de atletas tricolores para posterior fundação do Departamento de Futebol do Flamengo), Edwin levou as seguintes duas grandes modificações para o tricolor gaúcho: o drible e a montagem da escalação feita pelos próprios jogadores, pois antes a escalação era realizada exclusivamente pela diretoria. Edwin jogou pouco tempo pelo Grêmio, mas foi capitão do time gaúcho e era o responsável por divulgar a escalação para a diretoria do clube.
Edinho
Zagueiro com passagem em três edições da Copa do Mundo, um pan-americano e uma olimpíada, Edino Nazareth Filho integrou as categorias de base do Fluminense (dos 13 aos 18 anos), disputou 358 jogos como profissional e marcou 34 gols com a camisa do Fluminense. Pelo tricolor carioca, conquistou três Campeonatos Cariocas, além de prestigiados torneios amistosos no exterior.

Defendendo o Grêmio nos anos de 1989 e de 1990, Edinho conquistou uma Copa do Brasil, uma Supercopa do Brasil e dois Campeonatos Gaúchos.
Roger Machado

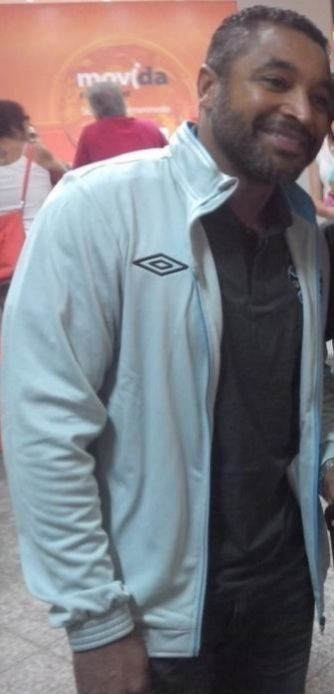
Roger Machado, ídolo do Grêmio e do Fluminense.

Nascido em Porto Alegre, Roger Machado só jogou no Grêmio e no Fluminense em toda a sua carreira por terras brasileiras. Como jogador do Grêmio, Roger foi tricampeão da Copa do Brasil (1994, 1997 e 2001), tetracampeão do Campeonato Gaúcho (1995, 1996, 1999 e 2001), campeão da Copa Libertadores da América (1995), campeão da Recopa Sul-Americana (1996) e do Campeonato Brasileiro (1996). Em sua passagem como técnico do tricolor gaúcho, Roger comandou o Grêmio nas conquistas do Campeonato Gaúcho (2022) e da Recopa Gaúcha (2022).

Com a camisa do Fluminense, Roger foi campeão da Copa do Brasil de 2007, marcando o gol do título inédito para o Tricolor das Laranjeiras. Com mais essa conquista, Roger alcançou o incrível feito de ser tetracampeão da Copa do Brasil. Em sua passagem como técnico do tricolor carioca, Roger não conquistou nenhum título. Apesar disso, destaca-se em sua trajetória no comando do Flu o vice-campeonato no Campeonato Carioca de 2021 e a participação na Copa Libertadores da América de 2021, na qual o Fluminense venceu o River Plate por 3 a 1, no Monumental de Nuñez, e chegou até as quartas de final da competição naquele ano.

## Jogos decisivos
Mata-matas em competições da CBD
Em 1960, o Fluminense eliminou o Grêmio nas quartas de final do Campeonato Brasileiro, sendo automaticamente o campeão da fase Zona Sul desse torneio.
Mata-matas em competições da CBF
Em 1982, o Grêmio eliminou o Fluminense nas quartas de final do Campeonato Brasileiro.
Em 2001, o Grêmio eliminou o Fluminense nas oitavas de final da Copa do Brasil e avançou até a final para conquistar seu 4º título do torneio.
Em 2004, o Grêmio eliminou o Fluminense nas oitavas de final da Copa do Brasil.
Em 2005, o Fluminense eliminou o Grêmio nas oitavas de final da Copa do Brasil.
Em 2010, o Grêmio eliminou o Fluminense nas quartas de final da Copa do Brasil.
Em 2015, o Fluminense eliminou o Grêmio nas quartas de final da Copa do Brasil.
Em 2017, o Grêmio eliminou o Fluminense nas oitavas de final da Copa do Brasil.
Mata-matas em competições da CONMEBOL
Em 2024, o Fluminense eliminou o Grêmio nas oitavas de final da Copa Libertadores da América.

## Outros dados históricos
- Contexto geral de cidades e estados envolvidos com o duelo tricolor

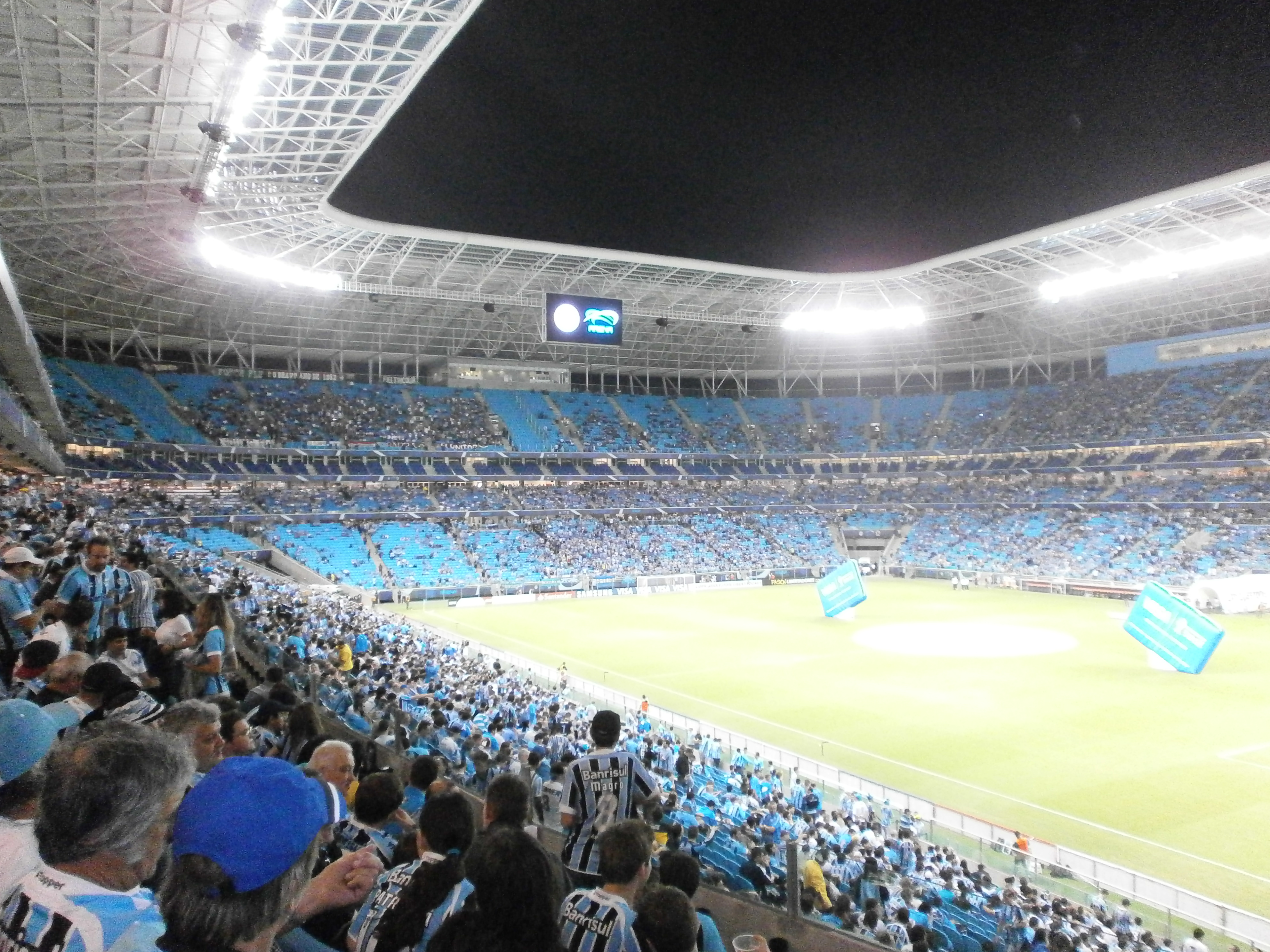
Arena do Grêmio em noite de duelo tricolor pela Libertadores de 2013.

De uma forma geral, foram disputadas 44 partidas no Rio Grande do Sul, 41 no Rio de Janeiro, 1 na Bahia, 1 no Espírito Santo e 1 em Minas Gerais.
A partida realizada em território mineiro aconteceu no município de Juiz de Fora, cidade que conta com a presença de muitos torcedores dos clubes cariocas por conta da proximidade com o estado do Rio de Janeiro. Dessa forma, tal partida recebeu maioria favorável ao tricolor carioca, assim como a partida disputada em Cariacica, no Espírito Santo. O confronto realizado em Salvador, por outro lado, foi disputado em campo neutro, pelo torneio que foi conquistado pelo Grêmio.
- Principais estádios do confronto

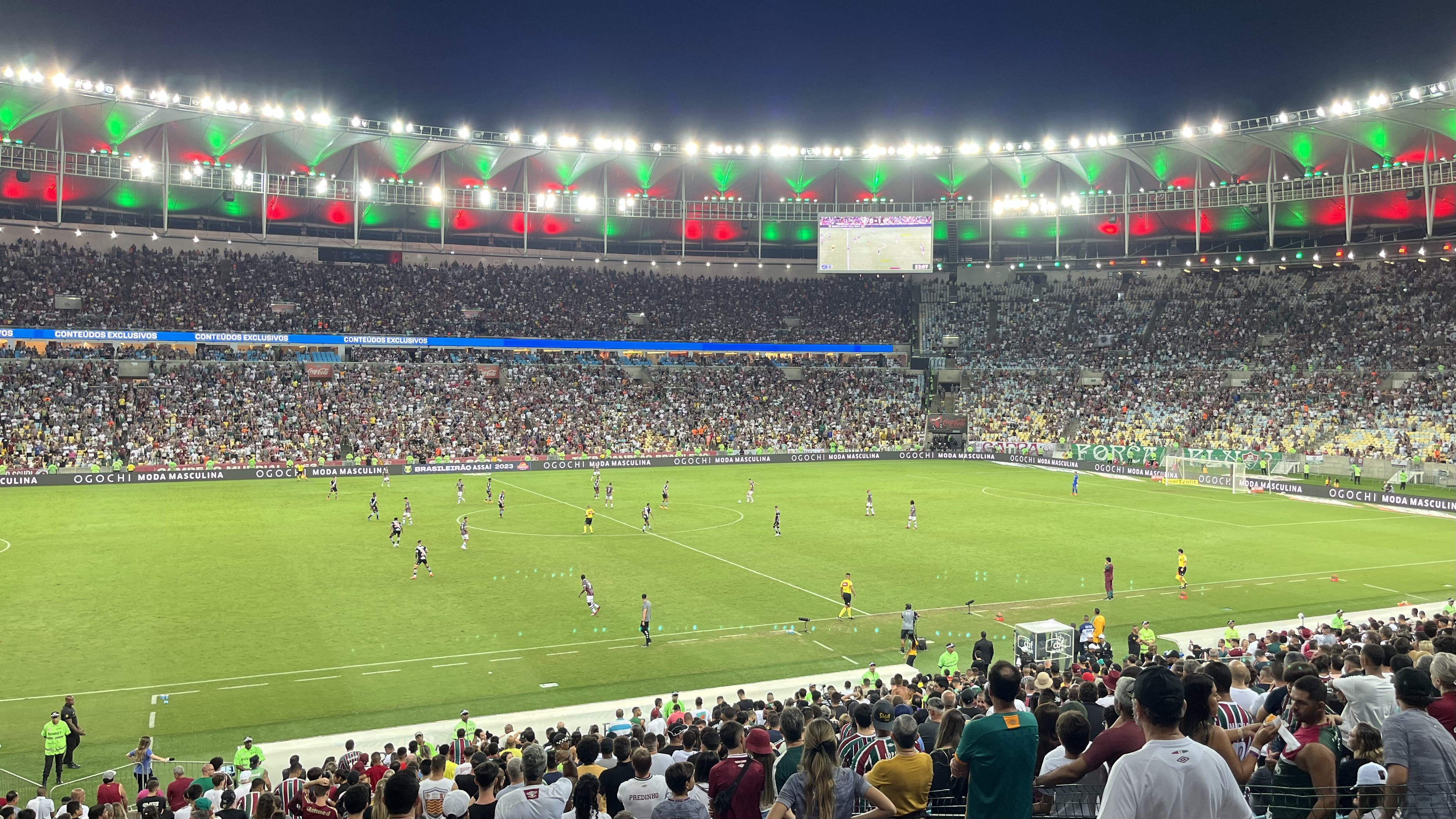
Estádio do Maracanã em jogo do Fluminense.

No total, 31 partidas foram realizadas no Estádio Olímpico, onde o Grêmio obteve 20 vitórias e o Fluminense apenas 8 vitórias. Ocorreram ainda 3 empates. O Maracanã foi palco, até o momento, de 32 partidas entre Flu e Grêmio. Nele, o Fluminense obteve 10 vitórias e o Grêmio 8 vitórias. Ocorreram ainda 12 empates. Construída para sediar jogos da Copa do Mundo da FIFA de 2014, a Arena do Grêmio substituiu o antigo Estádio Olímpico e foi palco de 13 confrontos entre as equipes. Até o momento, foram registradas 8 vitórias gremistas, 2 vitórias do Flu e 3 empates. Sob uma análise geral, esses três estádios são os principais palcos deste tradicional clássico tricolor.
No Estádio das Laranjeiras, na zona sul carioca, o Flu possui 100% de aproveitamento, uma vez que em 3 jogos disputados o Fluminense venceu todos. Por conta das obras no Maracanã, que estava sendo preparado para a Copa do Mundo de 2014, o Engenhão passou a ser o estádio onde o Fluminense mandava seus jogos durante o período compreendido entre meados de 2010 e meados de 2013. No Engenhão, ocorreram 5 jogos entre Flu e Grêmio. Desses 5 jogos, tanto o Fluminense quanto o Grêmio venceram 2 partidas e apenas 1 empate foi registado no estádio do subúrbio carioca.
- Competições

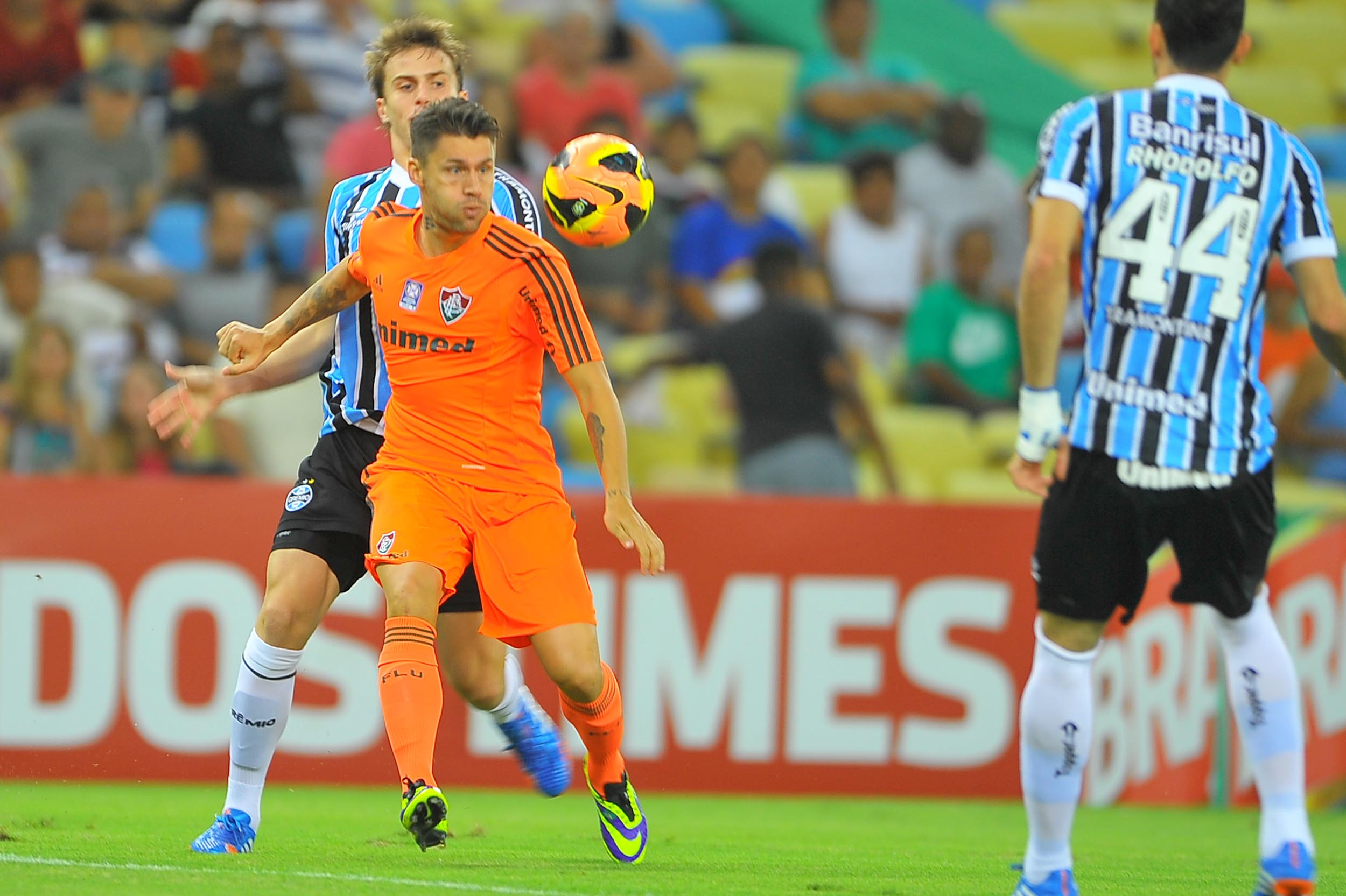
Confronto de tricolores pelo Campeonato Brasileiro de 2013.

Fluminense e Grêmio disputaram jogos em todas as principais competições do futebol brasileiro: Taça Brasil, Torneio Roberto Gomes Pedrosa, Campeonato Brasileiro e Copa do Brasil. Além dissi, a partir de 2013 as equipes passaram a medir forças na principal competição continental: a Copa Libertadores da América.
- Campeonato Brasileiro
Pelo Campeonato Brasileiro Unificado, são registrados 67 jogos entre as equipes. Ao todo, são 30 vitórias do Grêmio e 21 do Fluminense. Ocorreram ainda 16 empates.
Nas conquistas de seus 4 títulos do Brasileirão, o Fluminense só não jogou contra o Grêmio no Campeonato Brasileiro de 1984, uma vez que os clubes estavam em  grupos distintos. Além disso, os cruzamentos previstos pela fórmula de disputa só permitiriam uma final entre as equipes, o que acabou não acontecendo.
Na conquista de seus 2 títulos do Brasileirão, o Grêmio enfrentou o Fluminense apenas no Campeonato Brasileiro de 1996.

- Copa do Brasil

Pela Copa do Brasil, Fluminense e Grêmio já se enfrentaram seis vezes. O Tricolor Imortal eliminou o Flu em 4 oportunidades (2001, 2004, 2010 e 2017) e o Tricolor das Laranjeiras eliminou o Grêmio em apenas 2 oportunidades (2005 e 2015). Na edição de 2001, o Grêmio eliminou o Fluminense nas oitavas de final, avançou até a final e conquistou seu 4º título. Na edição de 2005, o Fluminense eliminou o Tricolor dos Pampas nas oitavas de final, avançou até a final, mas ficou com o vice-campeonato naquele ano.

- Copa Libertadores da América
Na fase de grupos da Copa Libertadores da América de 2013, Fluminense e Grêmio duelaram 2 vezes no Grupo 8. Na primeira oportunidade, o Grêmio se impôs fora de casa e venceu o Fluminense por 3 a 0, no Engenhão. Na segunda oportunidade,  houve empate em 0 a 0 entre as equipes, na Arena do Grêmio. Ao final da fase de grupos, tanto o Fluminense quanto o Grêmio classificaram-se para a fase mata-mata, sendo que o tricolor carioca ficou em primeiro lugar, com 11 pontos, e o Grêmio ficou em segundo lugar, com 8 pontos.

Em 2024, as duas equipes voltaram a se enfrentar pela Copa Libertadores da América. Dessa vez, o duelo foi válido pelas oitavas de final da competição. No jogo de ida, no Estádio Couto Pereira, o Grêmio venceu por o tricolor carioca por 2 a 1. No jogo de volta, no Maracanã, o Fluminense venceu o tricolor gaúcho por 2 a 1, levando a decisão para os pênaltis. Nas cobranças de pênaltis, o clube carioca superou o gaúcho por 4 a 2 e avançou para as quartas de final.

## Recordes

### Artilheiros tricolores
Pelo Fluminense, os maiores artilheiros do confronto contra o Grêmio são: Fred, com 6 gols, e Romário, com 5 gols. No lado gremista, Alcindo é o o maior artilheiro desse confronto, com 5 gols marcados.

### Partidas com mais gols
A histórica vitória do Fluminense por 5 a 4, no Estádio do Engenhão, em 2011, foi uma das duas partidas com mais gols deste duelo tricolor. Nessa partida épica, o atacante Fred marcou quatro gols. O mesmo resultado se repetiu em 2019, na Arena do Grêmio. Na ocasião, o tricolor gaúcho conseguiu uma grande vantagem ao abrir 3 a 0 em apenas 20 minutos de partida. Porém, o tricolor carioca conseguiu se reerguer na partida e saiu com outra grande vitória por 5 a 4 em jogo válido pela terceira rodada do Campeonato Brasileiro.

### Goleadas
- Do Fluminense

- Maior vitória atuando em casa
| Copa do Brasil            | Fluminense                   | 3 – 0 | Grêmio | Maracanã                                                                                 |
| 20 de abril de 2005 21:45 | Tuta 18' 30' · Juninho 90+1' |       |        | Público: 11 268 (9 770 pags.) Renda: R$ 83.226,00 Árbitro: ES Wallace Nascimento Valente |

- Maior vitória atuando fora de casa
| Amistoso                   | Grêmio | 0 – 4 | Fluminense                                                        | Estádio da Baixada                                                                  |
| 15 de agosto de 1937 16:00 |        |       | Vicentino 50' · Romeu Pellicciari 57' · Sandro 68' · Hércules 76' | Público: Dados indisponíveis Renda: Dados indisponíveis Árbitro: RJ Guilherme Gomes |

- Do Grêmio

- Maior vitória atuando em casa
| Campeonato Brasileiro        | Grêmio                                                           | 5 – 1 | Fluminense | Estádio Olímpico Monumental                                                                |
| 20 de setembro de 2009 16:00 | Souza 10' 23' · Cássio 13' (gol contra) · Tcheco 18' · Jonas 39' |       | Kieza 12'  | Público: 30 924 (27 215 pags.) Renda: R$ 570.334,00 Árbitro: ES Wallace Nascimento Valente |

- Maior vitória atuando fora de casa
| Libertadores da América       | Fluminense | 0 – 3 | Grêmio                                                    | Engenhão                                                                                       |
| 20 de fevereiro de 2013 22:00 |            |       | Hernán Barcos 32' · André Santos 55' · Eduardo Vargas 69' | Público: 22 151 (18 947 pags.) Renda: R$ 747.550,00 Árbitro: SP Paulo Cesar de Oliveira (FIFA) |

### Empate com mais gols
| Campeonato Brasileiro     | Grêmio                                       | 4 – 4 | Fluminense                              | Estádio Olímpico Monumental                                                               |
| 16 de julho de 2006 16:00 | Ramón 26' Rômulo 68' 90+3' · Herrera 90+2' · |       | Evando 25' Petkovic 79' 87' Marcelo 81' | Público: 25 332 (21 410 pags.) Renda: R$ 188.338,00 Árbitro: MG Cléber Assunção Gonçalves |

## Maiores públicos
Aonde não constam os públicos pagantes e presentes, a referência é aos pagantes, acima de 30.000 presentes.

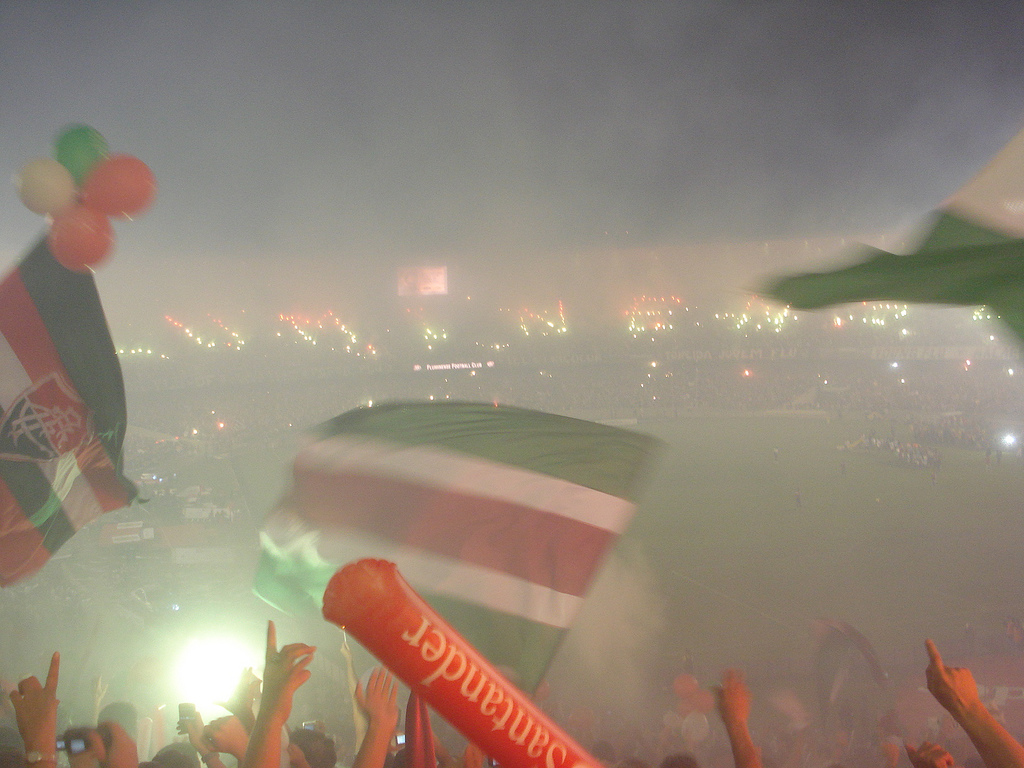
Festa da torcida do Fluminense.

1. Festa da torcida do Fluminense.Fluminense 1–2 Grêmio, Estádio do Maracanã, 69.115, 7 de abril de 1982, Campeonato Brasileiro.

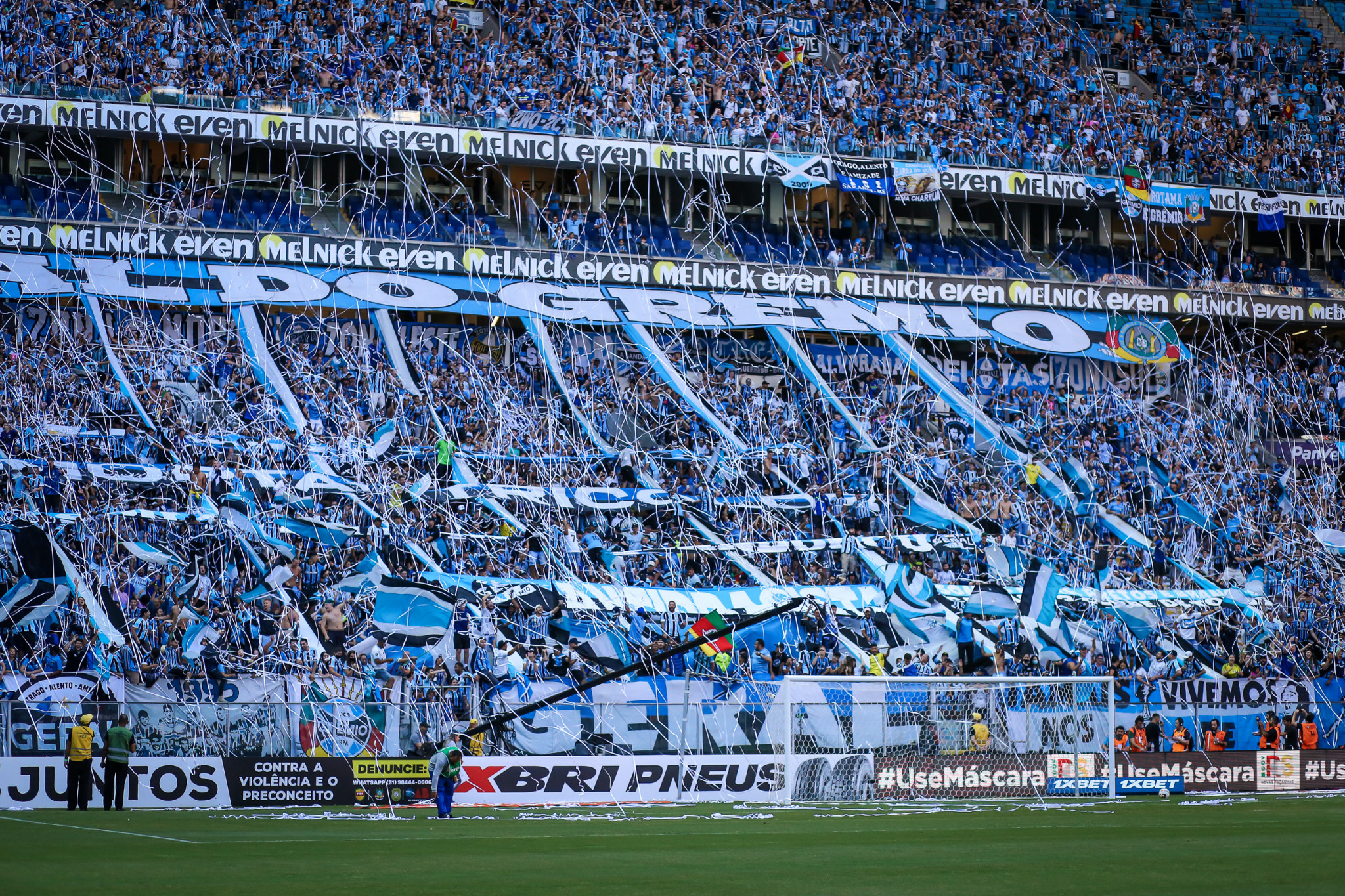
Festa da torcida do Grêmio.

2. Festa da torcida do Grêmio.Grêmio 1–1 Fluminense, Estádio Olímpico, 49.494, 4 de abril de 1982, Campeonato Brasileiro.
3. Fluminense 2–1 Grêmio, Estádio do Maracanã, 46.757, 20 de abril de 2024, Copa Libertadores da América.
4. Grêmio 1–1 Fluminense, Arena do Grêmio, 45.751, 30 de setembro de 2015, Copa do Brasil (43.015 pagantes).
5. Grêmio 0–0 Fluminense, Arena do Grêmio, 38.573, 10 de abril de 2013, Copa Libertadores da América (35.067 pagantes).
6. Fluminense 2-2 Grêmio, Maracanã, 35.278, 1º de novembro de 2024, Campeonato Brasileiro (32.934 pagantes).
7. Fluminense 2–2 Grêmio, Engenhão, 35.217, 17 de outubro de 2012, Campeonato Brasileiro (30.215 pagantes).
8. Fluminense 1–0 Grêmio, Estádio do Maracanã, 33.288, 1 de agosto de 2015, Campeonato Brasileiro (27.842 pagantes).
9. Grêmio 1–2 Fluminense, Estádio Olímpico, 33.171, 31 de outubro de 1976, Campeonato Brasileiro (26.215 pagantes).
10. Grêmio 1–0 Fluminense, Arena do Grêmio, 31.251, 18 de maio de 2014, Campeonato Brasileiro (19.328 pagantes).
11. Grêmio 2–0 Fluminense, Arena do Grêmio, 31.098, 28 de julho de 2013, Campeonato Brasileiro (28.792 pagantes).
12. Grêmio 5–1 Fluminense, Estádio Olímpico, 30.924, 20 de setembro de 2009, Campeonato Brasileiro (27.215 pagantes).
13. Grêmio 1–0 Fluminense, Estádio Olímpico, 30.000, 12 de outubro de 1960, Campeonato Brasileiro.

Pelo menos os jogos com públicos presentes desconhecidos nos dias atuais de 21 de outubro de 1960 (26.631 pags.), 11 de outubro de 1969 (23.326 pags.) e 7 de outubro de 1970 (29.947 pags.), disputados no Maracanã, poderiam fazer parte desta lista.
Maiores públicos por décadas
1951/1960: 1.
1971/1980: 1
1981/1990: 2 (ambos em 1982)
2001/2010: 1.
2011/2020: 6.
2021/2030: 1.
Maior público no Estádio de Laranjeiras
20.000 pessoas (Fluminense x Grêmio - 19 de outubro de 1960).

## Todos os confrontos
| Lista de Jogos |                         |            |        |            |                            |                          |                |       |    |       |
| Nº             | Data                    | Mandante   | Placar | Visitante  | Competição                 | Estádio                  | Cidade         | V.Grê | E  | V.Flu |
| 1              | 15 de agosto de 1937    | Grêmio     | 0 – 4  | Fluminense | Jogo amistoso              | Baixada                  | Porto Alegre   |       |    | 1     |
| 2              | 12 de outubro de 1960   | Grêmio     | 1 – 0  | Fluminense | Campeonato Brasileiro      | Olímpico                 | Porto Alegre   | 1     |    |       |
| 3              | 19 de outubro de 1960   | Fluminense | 4 – 2  | Grêmio     | Campeonato Brasileiro      | Estádio das Laranjeiras  | Rio de Janeiro |       |    | 2     |
| 4              | 21 de outubro de 1960   | Fluminense | 1 – 1  | Grêmio     | Campeonato Brasileiro      | Maracanã                 | Rio de Janeiro |       | 1  |       |
| 5              | 23 de abril de 1967     | Grêmio     | 3 – 1  | Fluminense | Campeonato Brasileiro      | Olímpico                 | Porto Alegre   | 2     |    |       |
| 6              | 4 de julho de 1968      | Grêmio     | 0 – 2  | Fluminense | Jogo amistoso              | Olímpico                 | Porto Alegre   |       |    | 3     |
| 7              | 1 de dezembro de 1968   | Grêmio     | 3 – 1  | Fluminense | Campeonato Brasileiro      | Olímpico                 | Porto Alegre   | 3     |    |       |
| 8              | 11 de outubro de 1969   | Fluminense | 2 – 1  | Grêmio     | Campeonato Brasileiro      | Maracanã                 | Rio de Janeiro |       |    | 4     |
| 9              | 7 de outubro de 1970    | Fluminense | 2 – 1  | Grêmio     | Campeonato Brasileiro      | Maracanã                 | Rio de Janeiro |       |    | 5     |
| 10             | 24 de outubro de 1971   | Grêmio     | 1 – 0  | Fluminense | Campeonato Brasileiro      | Olímpico                 | Porto Alegre   | 4     |    |       |
| 11             | 23 de janeiro de 1972   | Grêmio     | 0 – 0  | Fluminense | Torneio Cidade de Salvador | Fonte Nova               | Salvador       |       | 2  |       |
| 12             | 16 de novembro de 1972  | Fluminense | 2 – 0  | Grêmio     | Campeonato Brasileiro      | Maracanã                 | Rio de Janeiro |       |    | 6     |
| 13             | 13 de abril de 1974     | Fluminense | 0 – 1  | Grêmio     | Campeonato Brasileiro      | Maracanã                 | Rio de Janeiro | 5     |    |       |
| 14             | 29 de janeiro de 1975   | Grêmio     | 1 – 0  | Fluminense | Jogo amistoso              | Olímpico                 | Porto Alegre   | 6     |    |       |
| 15             | 11 de outubro de 1975   | Fluminense | 0 – 0  | Grêmio     | Campeonato Brasileiro      | Maracanã                 | Rio de Janeiro |       | 3  |       |
| 16             | 5 de fevereiro de 1976  | Grêmio     | 2 – 0  | Fluminense | Jogo amistoso              | Olímpico                 | Porto Alegre   | 7     |    |       |
| 17             | 31 de outubro de 1976   | Grêmio     | 1 – 2  | Fluminense | Campeonato Brasileiro      | Olímpico                 | Porto Alegre   |       |    | 7     |
| 18             | 24 de junho de 1978     | Fluminense | 0 – 0  | Grêmio     | Campeonato Brasileiro      | Maracanã                 | Rio de Janeiro |       | 4  |       |
| 19             | 4 de abril de 1982      | Grêmio     | 1 – 1  | Fluminense | Campeonato Brasileiro      | Olímpico                 | Porto Alegre   |       | 5  |       |
| 20             | 7 de abril de 1982      | Fluminense | 1 – 2  | Grêmio     | Campeonato Brasileiro      | Maracanã                 | Rio de Janeiro | 8     |    |       |
| 21             | 26 de outubro de 1986   | Grêmio     | 1 – 0  | Fluminense | Campeonato Brasileiro      | Olímpico                 | Porto Alegre   | 9     |    |       |
| 22             | 10 de dezembro de 1986  | Fluminense | 1 – 0  | Grêmio     | Campeonato Brasileiro      | Maracanã                 | Rio de Janeiro |       |    | 8     |
| 23             | 26 de setembro de 1987  | Fluminense | 0 – 0  | Grêmio     | Campeonato Brasileiro      | Maracanã                 | Rio de Janeiro |       | 6  |       |
| 24             | 25 de setembro de 1988  | Grêmio     | 1 – 2  | Fluminense | Campeonato Brasileiro      | Olímpico                 | Porto Alegre   |       |    | 9     |
| 25             | 18 de outubro de 1989   | Grêmio     | 1 – 0  | Fluminense | Campeonato Brasileiro      | Olímpico                 | Porto Alegre   | 10    |    |       |
| 26             | 15 de outubro de 1990   | Grêmio     | 2 – 1  | Fluminense | Campeonato Brasileiro      | Olímpico                 | Porto Alegre   | 11    |    |       |
| 27             | 3 de março de 1991      | Fluminense | 2 – 0  | Grêmio     | Campeonato Brasileiro      | Estádio das Laranjeiras  | Rio de Janeiro |       |    | 10    |
| 28             | 4 de setembro de 1993   | Grêmio     | 3 – 2  | Fluminense | Campeonato Brasileiro      | Olímpico                 | Porto Alegre   | 12    |    |       |
| 29             | 10 de outubro de 1993   | Fluminense | 0 – 1  | Grêmio     | Campeonato Brasileiro      | Maracanã                 | Rio de Janeiro | 13    |    |       |
| 30             | 30 de outubro de 1994   | Grêmio     | 3 – 1  | Fluminense | Campeonato Brasileiro      | Olímpico                 | Porto Alegre   | 14    |    |       |
| 31             | 24 de outubro de 1995   | Fluminense | 0 – 0  | Grêmio     | Campeonato Brasileiro      | Kléber Andrade           | Cariacica      |       | 7  |       |
| 32             | 6 de novembro de 1996   | Grêmio     | 4 – 2  | Fluminense | Campeonato Brasileiro      | Olímpico                 | Porto Alegre   | 15    |    |       |
| 33             | 8 de novembro de 1997   | Fluminense | 0 – 2  | Grêmio     | Campeonato Brasileiro      | Estádio da Rua Bariri    | Rio de Janeiro | 16    |    |       |
| 34             | 17 de fevereiro de 2000 | Fluminense | 4 – 3  | Grêmio     | Taça Amizade Tricolor      | Estádio das Laranjeiras  | Rio de Janeiro |       |    | 11    |
| 35             | 23 de fevereiro de 2000 | Grêmio     | 0 – 1  | Fluminense | Taça Amizade Tricolor      | Olímpico                 | Porto Alegre   |       |    | 12    |
| 36             | 11 de outubro de 2000   | Fluminense | 1 – 0  | Grêmio     | Campeonato Brasileiro      | Maracanã                 | Rio de Janeiro |       |    | 13    |
| 37             | 2 de maio de 2001       | Grêmio     | 1 – 0  | Fluminense | Copa do Brasil             | Olímpico                 | Porto Alegre   | 17    |    |       |
| 38             | 9 de maio de 2001       | Fluminense | 0 – 0  | Grêmio     | Copa do Brasil             | Maracanã                 | Rio de Janeiro |       | 8  |       |
| 39             | 3 de outubro de 2001    | Grêmio     | 1 – 1  | Fluminense | Campeonato Brasileiro      | Olímpico                 | Porto Alegre   |       | 9  |       |
| 40             | 17 de agosto de 2002    | Fluminense | 3 – 1  | Grêmio     | Campeonato Brasileiro      | Maracanã                 | Rio de Janeiro |       |    | 14    |
| 41             | 27 de abril de 2003     | Grêmio     | 0 – 1  | Fluminense | Campeonato Brasileiro      | Olímpico                 | Porto Alegre   |       |    | 15    |
| 42             | 30 de agosto de 2003    | Fluminense | 2 – 0  | Grêmio     | Campeonato Brasileiro      | Radialista Mário Helênio | Juiz de Fora   |       |    | 16    |
| 43             | 14 de abril de 2004     | Fluminense | 2 – 2  | Grêmio     | Copa do Brasil             | Maracanã                 | Rio de Janeiro |       | 10 |       |
| 44             | 5 de maio de 2004       | Grêmio     | 4 – 1  | Fluminense | Copa do Brasil             | Olímpico                 | Porto Alegre   | 18    |    |       |
| 45             | 3 de julho de 2004      | Fluminense | 2 – 0  | Grêmio     | Campeonato Brasileiro      | Maracanã                 | Rio de Janeiro |       |    | 17    |
| 46             | 6 de outubro de 2004    | Grêmio     | 2 – 3  | Fluminense | Campeonato Brasileiro      | Olímpico                 | Porto Alegre   |       |    | 18    |
| 47             | 20 de abril de 2005     | Fluminense | 3 – 0  | Grêmio     | Copa do Brasil             | Maracanã                 | Rio de Janeiro |       |    | 19    |
| 48             | 4 de maio de 2005       | Grêmio     | 0 – 1  | Fluminense | Copa do Brasil             | Olímpico                 | Porto Alegre   |       |    | 20    |
| 49             | 16 de julho de 2006     | Grêmio     | 4 – 4  | Fluminense | Campeonato Brasileiro      | Olímpico                 | Porto Alegre   |       | 11 |       |
| 50             | 26 de outubro de 2006   | Fluminense | 1 – 2  | Grêmio     | Campeonato Brasileiro      | Raulino de Oliveira      | Volta Redonda  | 19    |    |       |
| 51             | 20 de maio de 2007      | Grêmio     | 2 – 0  | Fluminense | Campeonato Brasileiro      | Olímpico                 | Porto Alegre   | 20    |    |       |
| 52             | 25 de agosto de 2007    | Fluminense | 1 – 1  | Grêmio     | Campeonato Brasileiro      | Maracanã                 | Rio de Janeiro |       | 12 |       |
| 53             | 8 de junho de 2008      | Grêmio     | 2 – 1  | Fluminense | Campeonato Brasileiro      | Olímpico                 | Porto Alegre   | 21    |    |       |
| 54             | 6 de setembro de 2008   | Fluminense | 0 – 0  | Grêmio     | Campeonato Brasileiro      | Maracanã                 | Rio de Janeiro |       | 13 |       |
| 55             | 14 de junho de 2009     | Fluminense | 0 – 0  | Grêmio     | Campeonato Brasileiro      | Maracanã                 | Rio de Janeiro |       | 14 |       |
| 56             | 20 de setembro de 2009  | Grêmio     | 5 – 1  | Fluminense | Campeonato Brasileiro      | Olímpico                 | Porto Alegre   | 22    |    |       |
| 57             | 29 de abril de 2010     | Fluminense | 2 – 3  | Grêmio     | Copa do Brasil             | Maracanã                 | Rio de Janeiro | 23    |    |       |
| 58             | 5 de maio de 2010       | Grêmio     | 2 – 0  | Fluminense | Copa do Brasil             | Olímpico                 | Porto Alegre   | 24    |    |       |
| 59             | 8 de agosto de 2010     | Grêmio     | 1 – 2  | Fluminense | Campeonato Brasileiro      | Olímpico                 | Porto Alegre   |       |    | 21    |
| 60             | 28 de outubro de 2010   | Fluminense | 2 – 0  | Grêmio     | Campeonato Brasileiro      | Engenhão                 | Rio de Janeiro |       |    | 22    |
| 61             | 14 de agosto de 2011    | Grêmio     | 2 – 1  | Fluminense | Campeonato Brasileiro      | Olímpico                 | Porto Alegre   | 25    |    |       |
| 62             | 16 de novembro de 2011  | Fluminense | 5– 4   | Grêmio     | Campeonato Brasileiro      | Engenhão                 | Rio de Janeiro |       |    | 23    |
| 63             | 25 de julho de 2012     | Grêmio     | 1 – 0  | Fluminense | Campeonato Brasileiro      | Olímpico                 | Porto Alegre   | 26    |    |       |
| 64             | 17 de outubro de 2012   | Fluminense | 2 – 2  | Grêmio     | Campeonato Brasileiro      | Engenhão                 | Rio de Janeiro |       | 15 |       |
| 65             | 20 de fevereiro de 2013 | Fluminense | 0 – 3  | Grêmio     | Copa Libertadores          | Engenhão                 | Rio de Janeiro | 27    |    |       |
| 66             | 10 de abril de 2013     | Grêmio     | 0 – 0  | Fluminense | Copa Libertadores          | Arena do Grêmio          | Porto Alegre   |       | 16 |       |
| 67             | 28 de julho de 2013     | Grêmio     | 2 – 0  | Fluminense | Campeonato Brasileiro      | Arena do Grêmio          | Porto Alegre   | 28    |    |       |
| 68             | 12 de outubro de 2013   | Fluminense | 1 – 1  | Grêmio     | Campeonato Brasileiro      | Maracanã                 | Rio de Janeiro |       | 17 |       |
| 69             | 18 de maio de 2014      | Grêmio     | 1 – 0  | Fluminense | Campeonato Brasileiro      | Arena do Grêmio          | Porto Alegre   | 29    |    |       |
| 70             | 24 de setembro de 2014  | Fluminense | 0 – 0  | Grêmio     | Campeonato Brasileiro      | Maracanã                 | Rio de Janeiro |       | 18 |       |
| 71             | 1 de agosto de 2015     | Fluminense | 1 – 0  | Grêmio     | Campeonato Brasileiro      | Maracanã                 | Rio de Janeiro |       |    | 24    |
| 72             | 23 de setembro de 2015  | Fluminense | 0 – 0  | Grêmio     | Copa do Brasil             | Maracanã                 | Rio de Janeiro |       | 19 |       |
| 73             | 30 de setembro de 2015  | Grêmio     | 1 – 1  | Fluminense | Copa do Brasil             | Arena do Grêmio          | Porto Alegre   |       | 20 |       |
| 74             | 19 de novembro de 2015  | Grêmio     | 1 – 0  | Fluminense | Campeonato Brasileiro      | Arena do Grêmio          | Porto Alegre   | 30    |    |       |
| 75             | 11 de junho de 2016     | Fluminense | 1 – 1  | Grêmio     | Campeonato Brasileiro      | Raulino de Oliveira      | Volta Redonda  |       | 21 |       |
| 76             | 18 de setembro de 2016  | Grêmio     | 0 – 1  | Fluminense | Campeonato Brasileiro      | Arena do Grêmio          | Porto Alegre   |       |    | 25    |
| 77             | 17 de maio de 2017      | Grêmio     | 3 – 1  | Fluminense | Copa do Brasil             | Arena do Grêmio          | Porto Alegre   | 31    |    |       |
| 78             | 31 de maio de 2017      | Fluminense | 0 – 2  | Grêmio     | Copa do Brasil             | Maracanã                 | Rio de Janeiro | 32    |    |       |
| 79             | 15 de junho de 2017     | Fluminense | 0 – 2  | Grêmio     | Campeonato Brasileiro      | Maracanã                 | Rio de Janeiro | 33    |    |       |
| 80             | 1 de outubro de 2017    | Grêmio     | 1 – 0  | Fluminense | Campeonato Brasileiro      | Arena do Grêmio          | Porto Alegre   | 34    |    |       |
| 81             | 30 de maio de 2018      | Grêmio     | 0 – 0  | Fluminense | Campeonato Brasileiro      | Arena do Grêmio          | Porto Alegre   |       | 22 |       |
| 82             | 29 de setembro de 2018  | Fluminense | 0 – 1  | Grêmio     | Campeonato Brasileiro      | Engenhão                 | Rio de Janeiro | 35    |    |       |
| 83             | 5 de maio de 2019       | Grêmio     | 4 – 5  | Fluminense | Campeonato Brasileiro      | Arena do Grêmio          | Porto Alegre   |       |    | 26    |
| 84             | 29 de setembro de 2019  | Fluminense | 2 – 1  | Grêmio     | Campeonato Brasileiro      | Maracanã                 | Rio de Janeiro |       |    | 27    |
| 85             | 9 de agosto de 2020     | Grêmio     | 1 – 0  | Fluminense | Campeonato Brasileiro      | Arena do Grêmio          | Porto Alegre   | 36    |    |       |
| 86             | 8 de novembro de 2020   | Fluminense | 0 – 1  | Grêmio     | Campeonato Brasileiro      | Maracanã                 | Rio de Janeiro | 37    |    |       |
| 87             | 17 de julho de 2021     | Fluminense | 0 – 1  | Grêmio     | Campeonato Brasileiro      | Maracanã                 | Rio de Janeiro | 38    |    |       |
| 88             | 9 de novembro de 2021   | Grêmio     | 1 – 0  | Fluminense | Campeonato Brasileiro      | Arena do Grêmio          | Porto Alegre   | 39    |    |       |
| 89             | 13 de agosto de 2023    | Grêmio     | 2 – 1  | Fluminense | Campeonato Brasileiro      | Arena do Grêmio          | Porto Alegre   | 40    |    |       |
| 90             | 6 de dezembro de 2023   | Fluminense | 2 – 3  | Grêmio     | Campeonato Brasileiro      | Maracanã                 | Rio de Janeiro | 41    |    |       |
| 91             | 30 de junho de 2024     | Grêmio     | 1 – 0  | Fluminense | Campeonato Brasileiro      | Centenário               | Caxias do Sul  | 42    |    |       |
| 92             | 13 de agosto de 2024    | Grêmio     | 2 – 1  | Fluminense | Copa Libertadores          | Couto Pereira            | Curitiba       | 43    |    |       |
| 93             | 20 de agosto de 2024    | Fluminense | 2 – 1  | Grêmio     | Copa Libertadores          | Maracanã                 | Rio de Janeiro |       |    | 28    |
| 94             | 1º de novembro de 2024  | Fluminense | 2 – 2  | Grêmio     | Campeonato Brasileiro      | Maracanã                 | Rio de Janeiro |       | 23 |       |
| 95             | 2 de agosto de 2025     | Fluminense | 1 – 0  | Grêmio     | Campeonato Brasileiro      | Maracanã                 | Rio de Janeiro |       |    | 29    |